# محمد فوزي الكركري
أبو عبد الله محمد فوزي الكركري  المعروف بالكركري، ولد يوم الأربعاء عام 1394 هـ الموافق 1974، بمنطقة تمسمان بالريف شمال المغرب، صاحب الزاوية الكركرية (الطريقة الكركرية) ومؤلف وأحد شيوخ الصوفية في المغرب. هو صوفي مبتدع و هو ليس بحفيد رسول الله صلى الله عليه وسلم.

## ولادته ونشأته
ولد يوم الأربعاء عام 1394 هـ الموافق ل 1974 م، بقبيلة تمسمان المغربية وتلقى تعليمه الأولي والإعدادي في مدينة الحسيمة، ثم سافر إلى مدينة تازة ليكمل تعليمه الثانوي ولم يكمل. وبعد مدة خرج سائحا في أرض المغرب وزار مدنا عديدة، ودامت غربته عشر سنوات، عاد بعدها إلى مسقط رأسه.

## إرثه من شيخه وخلافته له
خلف عمه بعد وفاته وذلك عندما قال والده لأخيه الحسن أترك إذنا لمحمد حتى ينفع الناس، فأجابه قائلا : هو مأذون. فلما توفي الحسن، تولى محمد فوزي مشيخة الطريقة عام 1428 هجرية الموافق 2007 ميلادية.
- توجد ادعاءات من طرف من يوصفون بأنهم أبناء عمومة أو منشقون عن الطريقة، تفيد بأن الشيخ محمد فوزي الكركري غير مأذون له بالمشيخة.[4]
- يذكر عادل الكركري، الذي يُقدم نفسه كمقدم الطريقة العلوية الحسنية النورانية الكركرية وناطقها الرسمي، أن الطريقة "الفوزوية الكركرية" (في إشارة إلى طريقة الشيخ محمد فوزي) منقطعة السند. ويدعي أن محمد فوزي ادعى المشيخة زوراً وبهتاناً، وأن والده الشيخ سيدي الحاج الحسن لم يأذن له.[4][5]
- يصرح عادل الكركري بأن الشيخ سيدي الحاج الحسن رأى "الفتنة" من أخيه الطيب (والد محمد فوزي) وابنه فوزي، وأنه كتب إذناً بخطه لابنه ووارث سره الوحيد سيدي محمد نورالدين الكركري.[4] وتتبرأ الطريقة العلوية الحسنية النورانية الكركرية بتمسمان من طريقة محمد فوزي الكركري ومنه.[4][5]
- نقل عن الشيخ محمد نورالدين (المشار إليه كوارث سر الشيخ الحسن من قبل عادل الكركري) قوله بأن فوزي ليس بشيخ ولم يؤذن له، وأن لديه مخططاً للاستيلاء على المشيخة قبل وفاة شيخه.[6] ويروي الشيخ محمد نورالدين واقعة غضب فيها الحاج الحسن على فوزي عندما ذكر الأخير أنه يتخيل نقطة نور في عقله أثناء الذكر.[6]

## طريقته ومنهاج تربيته
الطريقة الكركرية العلوية الدرقاوية الشاذلية حيث قال: ﴿طريقتنا طريقة المشاهدة من لم يشاهد لست بشيخه وليس بمريدي﴾.

## مؤلفاته
- كتاب المحجة البيضاء.[8]
- كتاب الكواكب الدرية في بيان الأصول النورانية.[9]
- كتاب ديوان دنان الأرواح
- كتاب المعارج النورانية في الأذكار الكركرية
- كتاب التحفة الكركرية في التراجم الشاذلية
- كتاب أفانين السجود لألف الخلود
- كتاب كاف الأستار لما في هاء الجلالة من أسرار
- كتاب بركة المدد و تحقيق السند في هوية سيدنا أبي محمد جابر ثاني قطب سلسلة ختوم و الرشد
- كتاب التراتيل الهائية في الآية الهارونية الموساوية
- كتاب الإنس والجان في حضرة داود وسليمان
- كتاب نواميس اللاهوت لحضرة روح الله المسيح في الملكوت

## كلامه
- تعريف الصلاة :« الصلاة هي فيض الشهود الإطلاقي المعبر عنه بالقوس الغيبي المنزه عن المراتب العددية والأحكام الزمنية على جميع مراتب الشبح المشبه التقييدي بحيث يستهلك كل ذرة منه في حضرة فيتلاشى الكل بظهور الكل فيبقى قابُ من ليس كمثله شيء منزّه عن القوسين في حضرة نَامُوسِ الوحدانية من ما وراء سدرة منتهى الرسالة وسدرة مبتدى الولاية في حقيقة السلام علينا وعلى عباد الله الصالحين. »
- الخلوة :« هي لزوم قبر الحياة للتجرد من الحس والسفر إلى عالم المعنى بزاد الاسم مع الانقطاع الكلي للدخول إلى القلب ومجالسة الرب حتى ينكشف الغطاء ويتحدد البصر من معدن القدم
- ويقول « لازم أرض العبودية المحضة التي لارائحة للربوبية فيها على أحد من الخلق، لازم أرض الذلة والتواضع والسكينة وطن قلبك على الرحمة والتواضع لجميع خلق الله.
- الورد: قال محمد فوزي الكركري: هو سَرَيَانٌ نوراني ممتد من قلب الشيخ إلى قلب المريد يَشُدُّهُ به إلى حضرة من حضرات المعنى، فهو الحبل الممسك لدلو روحانية المريد حتى يُسْقَى من زلال بئر الشيخ وهو النسيم الآتي من جهة اليمن الحامل لنفس الرحمن، وهو تَنَزُّلُ ماء الحياة من مُزْنِ السماوات الروحية للشيخ على الأراضي الجسمية للمريد.

و الورد وِدٌّ، والوِدُّ طبقة من طبقات القلب السبعين ألف بعدد الحجب التي بين الحق والخلق .
- الحضرة: قال محمد فوزي الكركري: رمز القلب الشُّعَيْبي الجامع للمظاهر الكونية والحقائق الإنسانية على بساط الشهود والقرب وكشف رداء الصون بتجلي أنوار القدم.
- السبحة: قال محمد فوزي الكركري: هوية اسم الذات، وسر جمع الأسماء ومظهر سريان الحق، وإشارة تنزيه المعبود عن نقائص الحدث الإمكاني وعلل تشبيه العقل الإنساني.
- الاسم الأعظم: قال محمد فوزي الكركري: مظهر المسمى ورَتْقُ الأسماء وأصلها وأُسُّ المعاني وسرها، فهو الذي يتحقق به اللفظ من غير مفارقة المسمى، وهو لا عينه ولا غيره، وإنما الدليل والطريق في مرتبة الوجود على الذات.
- الخلوة: قال محمد فوزي الكركري: لزوم قبر الحياة للتجرد من الحِسِّ والسفر إلى عالم المعنى بِزَادِ الاسم مع الانقطاع الكلي للدخول إلى القلب ومجالسة الرب حتى ينكشف الغطاء ويَتَحَدَّدَ البصر من مَعْدِنِ القِدَمِ.
- الاسم الأعظم: قال محمد فوزي الكركري: مظهر المسمى ورَتْقُ الأسماء وأصلها وأُسُّ المعاني وسرها، فهو الذي يتحقق به اللفظ من غير مفارقة المسمى، وهو لا عينه ولا غيره، وإنما الدليل والطريق في مرتبة الوجود على الذات.
- السر: قال محمد فوزي الكركري: لطيفة الرحمة الإلهية البِكْر، المنزهة عن افتضاضات الهِمَم العبودية المودعة في باطن لب حبة القلب، المثمرة لمعاينة نسمة الأحدية السارية بمظهر التعين الأول الذاتي.
- المرقعة: قال محمد فوزي الكركري: مظهر التَّسَتر بالجمال الذاتي الباطن في فرق الأسماء، المتجلي بألوان حضرة القوس العلوي، وإعلان مبايعة النفس للروح للدخول والترقي في مراتبها.

## مصدر
1. ↑  "حكايات صوفية| «الطريقة الكركرية»: تدعي نسبها لسيدنا جبريل وتبتغي الوصول إلى الله وملابسها «غريبة» - المصري لايت". المصري لايت (بar-AR). 20 Jun 2016. Archived from the original on 2018-07-26. Retrieved 2017-05-26.{{استشهاد بخبر}}:  صيانة الاستشهاد: لغة غير مدعومة (link)
2. ↑  "محمد فوزي الكركري.. من هو هذا الرجل؟ ومن أين أتى ؟". شبكة العروي الإخبارية (بar-AR). 16 Sep 2016. Archived from the original on 2016-10-22. Retrieved 2017-05-26.{{استشهاد بخبر}}:  صيانة الاستشهاد: لغة غير مدعومة (link)
3. ↑  "سياحة صوفية من الزاوية الكركرية بمدينة العروي الى قبيلة تمسمان مشيا على الأقدام". www.driouchtoday.com (بالإنجليزية الأمريكية). Archived from the original on 2017-12-15. Retrieved 2017-05-26.
4. 1 2 3 4  "السلطات الأمنية والروحية تمنع شيخ طائفة صوفية من الاحتفال بموسم مولاي ادريس زرهون". دنا بريس. 18 يوليو 2023. مؤرشف من الأصل في 2025-05-07. اطلع عليه بتاريخ 2025-05-07.
5. 1 2  لبكر, حاوره: مصطفى. "عادل الكركري: الطريقة الكركرية التي يتزعمها فوزي هي طائفة خارجة عن الكتاب والسنة". الكاتب (بالفرنسية). Archived from the original on 2025-05-07. Retrieved 2025-05-07.
6. 1 2  Alyoum، Alsoufia (24 أغسطس 2020). "مغاربة يتهمون شيخ الكركرية بالدجل والشعوذة...ومرير كركري يرد: شيخنا يتبع الكتاب والسنة". الصوفية اليوم. مؤرشف من الأصل في 2025-03-20. اطلع عليه بتاريخ 2025-05-07.
7. ↑  "الطريقة الكركرية تحيي ذكرى مولد النبي صلى الله عليه وسلم". alaw9at.com. اطلع عليه بتاريخ 2017-05-26.{{استشهاد ويب}}:  صيانة الاستشهاد: url-status (link)[وصلة مكسورة]
8. ↑  الكركري، الشيخ محمد فوزي. "اصدار كتاب المحجة البيضاء لشيخ المربي محمد فوزي الكركري". Aktab | أقطاب. مؤرشف من الأصل في 2014-09-08. اطلع عليه بتاريخ 2017-05-26.
9. ↑  الكركري، الشيخ محمد فوزي. "إصدار كتاب الكواكب الدرية في بيان الأصول النورانية". Aktab | أقطاب. مؤرشف من الأصل في 2017-08-25. اطلع عليه بتاريخ 2017-05-26.